# Tijdschrift voor Natuurlijke Geschiedenis en Physiologie
Tijdschrift voor Natuurlijke Geschiedenis en Physiologie (abreviado Tijdschr. Nat. Geschied.) es un libro con descripciones botánicas que fue escrito conjuntamente por Jan van der Hoeven y Willem Hendrik de Vriese. Fue editado en 12 volúmenes en los años 1834-1845.